# Pelle Molin
Pelle Molin (1864-1896 i Bodø) var en svensk forfatter, journalist og billedkunstner, der særligt skildrede Norrlands natur og folkeliv.